# 2024年2月

## 2月1日
- 中華民國第十一屆立法院會期開始，韓國瑜和江啟臣分別當選立法院長和副院長。[1][2]
- 執政黨格鲁吉亚梦想召開會議，選出黨首伊拉克利·科巴希澤為總理候選人。[3]
- 欧洲农民驾驶超百辆拖拉机在布鲁塞尔包围欧盟总部，抗议欧盟绿色协议。[4][5]
- 西班牙加泰羅尼亞自治區發生旱災，州政府宣布進入緊急狀態。[6]
- 肯尼亞內羅畢一輛載有燃氣罐的貨車爆炸引發大火，造成3人死亡、至少270人受傷。[7]
- 科索沃宣布仅流通欧元，禁止流通塞尔维亚第纳尔。[8][9]

## 2月2日
- 因一个马来西亚发展有限公司丑闻（1MDB）入獄的马来西亚前首相纳吉·阿都拉萨的刑期由12年減為6年[10]。该减刑公布后引发各界批评[11][12]。
- 湯加國王圖普六世拒絕了總理肖西·索瓦萊尼兼任國防部長等兩項內閣人事案，幾日後引發內閣反彈，指責國王違憲。[13][14]

## 2月3日
- 北愛爾蘭議會選出新芬黨的米歇爾·奧尼爾為首席大臣，民主統一黨的艾瑪·利特爾-彭傑利（英语：Emma Little-Pengelly）為副首席大臣。[15]
- 塞内加尔总统麦基·萨勒宣布无限期推迟原定于2月25日举行的总统选举。[16]
- 智利中部和南部多地發生森林火災，造成51死，約370人失蹤。總統博里奇宣布進入緊急狀態。[17][18]
- 俄罗斯统治下的卢甘斯克地区利西昌斯克一家面包店遇襲，造成28人死亡。[19]

## 2月4日
- 82岁的纳米比亚总统哈格·根哥布因癌症在首都温得和克一家医院去世[20]，副总统南戈洛·姆本巴宣誓成为納米比亞第4任总统[21]。
- 萨尔瓦多举行大选，现任总统納伊布·布克萊在开票率70%时得票率已远超其他候选人。[22]
- 亞速爾群島舉行议会选举（英语：2024 Azorean regional election），民主同盟（英语：Democratic Alliance (Portugal, 2024)）獲得26席為最大黨。[23]
- 、和分別榮獲第66屆葛萊美獎的年度製作、年度專輯和年度歌曲[24]。
- 在香港大球場舉行的與香港聯賽明星隊表演賽，以受傷為由始終坐在入替席並未上陣，引發現場4萬名球迷憤怒高呼「回水」（退錢、refund），梅西個人社交媒體遭到洗板抗議[25]。

## 2月5日
- 白金漢宮公布英國國王查爾斯三世患癌並正在治療。[26]
- 哈薩克斯坦總理阿里汗·斯邁洛夫辭職，總統卡西姆若马尔特·托卡耶夫任命羅曼·斯卡利亞爾為代理總理。[27]
- 葉門總統領導委員會（英语：Presidential Leadership Council）任命外交部長阿赫瑪德·阿瓦德·本·穆巴拉克（英语：Ahmad Awad bin Mubarak）為葉門總理，取代迈茵·阿卜杜勒马利克·赛义德。[28]
- 塞內加爾國會決定原定于2月25日举行的总统选举於12月15日舉行。[29]
- Yandex在荷蘭的母公司將俄羅斯國內業務以4,750億盧布的價格出售給俄國國內的投資集團。[30]

## 2月6日
- 哈薩克斯坦總統卡西姆若马尔特·托卡耶夫任命奧爾加斯·別克捷諾夫（俄语：Бектенов, Олжас Абаевич）為總理。[31]
- 烏克蘭最高拉達再次批准將戒嚴令延長90天的總統令，導致原定3月舉行的下屆烏克蘭總統選舉被迫延期。[32][33]
- 針對美墨邊境危機，美國共和黨在眾議院提出對國土安全部長亞歷杭德羅·馬約爾卡斯的彈劾案，但最終以微弱票差未獲通過。[34]
- 智利前總統塞巴斯蒂安·皮涅拉駕駛的Robinson R44直升機墜毀在智利南部蘭科湖，機上其他3人逃生，皮涅拉本人因受困溺水身亡。[35]
- 菲律賓南部棉蘭老島金達沃省的金礦附近發生土崩災害，至少7死31伤[36][37]。

## 2月7日
- 阿塞拜疆举行2024年阿塞拜疆总统选举，现任总统伊利哈姆·阿利耶夫高票当选。[38]
- 泰國政府與南部三府的分離主義勢力在馬來西亞首都吉隆坡舉行會談，為解決長達數十年的紛爭商定了和平路線圖。[39]
- 智利前總統塞巴斯蒂安·皮涅拉的國葬開始，持續到9號。[40]
- 尼加拉瓜批准巴拿馬前總統里卡多·馬蒂內利的政治庇護申請。[41]
- 日本东京电力公司表示，福岛第一核电站核污染水净化装置发生泄漏，泄漏了约有5.5吨含有放射性物质的未处理核废水[42]。

## 2月8日
- 巴基斯坦舉行2024年巴基斯坦議會選舉，前總理伊姆蘭·汗與納瓦茲·謝里夫均宣布自己的黨派獲勝。[43]
- 經喬治亞國會投票，伊拉克利·科巴希澤就任喬治亞總理。[44]
- 烏克蘭總統澤連斯基解除扎盧日內的烏軍總司令一職，由西尔斯基代替[45]。
- 冰島西南部雷恰角半岛的斯瓦爾斯翁吉地熱發電廠（英语：Svartsengi power station）附近發生火山裂隙噴發，熔岩流造成通往南半島區的供熱管道被毀，政府宣布進入緊急狀態。[46]

## 2月9日
- 馬來西亞聯邦法院宣布吉蘭丹州議會制定的一部分伊斯蘭法律違憲。[47]
- 韓國第三勢力的4個黨派宣布合併為「改革新黨」，由李洛淵與李俊錫共同領導。[48]

## 2月10日
- 匈牙利總統諾瓦克·卡塔琳因特赦一名涉及兒童性虐待的罪犯受到批評，之後宣布辭職。[49]
- 卡塔尔在决赛以3-1战胜约旦，成功卫冕2023年亞足聯亞洲盃冠军。[50]

## 2月11日
- 2024年芬蘭總統選舉第二輪投票結束，前總理亞歷山大·斯圖布當選。[51]
- 科特迪瓦在决赛以2-1战胜尼日利亚，夺得2023年非洲國家盃冠军。[52]
- 菲律賓棉蘭老島金達沃省的土崩事故已造成54人死亡，63人失蹤。[53]
- 在美国（NFL）中，堪萨斯城酋长以25比22逆转旧金山49人，成功卫冕。[54]

## 2月12日
- 利比里亞國防部長普林斯·約翰遜三世（英语：Prince C. Johnson III）在上任不足10天後因遭到大規模婦女抗議而辭職。[55]

## 2月13日
- 俄羅斯公開通緝愛沙尼亞總理卡婭·卡拉斯等人。[56]
- 傑拉爾丁·喬治被任命為利比里亞國防部長，為該國首任女性國防部長。[57]
- 美國眾議院再次對國土安全部長亞歷杭德羅·馬約爾卡斯的彈劾案投票，以微弱票差通過。[58]
- 马来西亚前首相马哈迪·莫哈末办公室发言人证实，98岁的马哈迪由于感染再入住国家心脏中心。[59]

## 2月14日
- 古巴與韓國建交。[60]
- 印度尼西亞舉行2024年印度尼西亞大選（英语：2024 Indonesian general election），總統選舉中國防部長普拉博沃·蘇比安托領先。[61]
- 中华人民共和国快艇遭遇驵扎于中华民国福建省金门县内的中华民国海巡署第九海巡队查稽，快艇拒检逃离时蛇行翻覆，导致4名船员落海，其中2人送医后不治。[62]

## 2月15日
- 希臘國會通過投票確認同性婚姻合法。[63]
- 塞內加爾憲法法院宣布推迟原定于2月25日举行的总统选举的舉措違憲。[64]
- 科威特埃米爾麥沙·艾哈邁德·賈比爾·薩巴赫宣布國民議會因違憲而解散。[65]

## 2月16日
- 被判19年刑期的俄罗斯反对派政治家阿列克谢·纳瓦利内死于西伯利亚的监狱，终年47岁。[66][67]
- 阿塞拜疆國會投票批准阿里·阿薩多夫連任阿塞拜疆總理。[68]

## 2月17日
- 茅利塔尼亞總統穆罕默德·烏爾德·加祖瓦尼當選非洲聯盟主席。[69]
- 日本H3運載火箭2號試驗機在種子島宇宙中心發射成功。[70]

## 2月18日
- 泰國前總理他信假釋出獄。[71]
- 第77屆英國電影學院獎頒獎典禮舉行。[72]

## 2月19日
- 幾內亞臨時總統馬馬迪·敦布亞解除伯納爾·古姆（法语：Bernard Goumou）內閣職務。[73]
- 由於巴西總統盧拉將巴以戰爭比作納粹大屠殺，以色列外長伊斯拉爾·卡茨表示除非盧拉收回言論，否則將宣布其為「不受歡迎人物」。[74]
- 韓國國會副議長金榮珠因被共同民主黨提名管理委員會通報屬於表現不佳議員，宣佈離開共同民主黨。[75]
- 盧旺達拒絕美國提出的從剛果民主共和國東部撤軍的方案。[76]
- 台灣網紅“晚安小雞”日前前往柬埔寨自稱被賣豬仔一事被曝出為造謠，因此於14日被柬埔寨警察（英语：Law enforcement in Cambodia）逮捕，16日因犯下煽动制造社会动乱罪被判处2年有期徒刑。網紅在本日按柬埔寨總理马内德、前總理洪森以及西哈努克港省長的要求被列入黑名單，其中包括終身禁止入境柬埔寨，無法特赦、減刑等。[77]

## 2月20日
- 因販毒與使用武器被起訴的宏都拉斯前總統胡安·奧蘭多·埃爾南德斯在美國曼哈頓聯邦法院出庭受審。[78]

## 2月21日
- 以色列國會通過決議支持總理內塔尼亞胡，反對單方面承認巴勒斯坦國。[79]

## 2月22日
- 巴拿馬司法部門要求逮捕避居尼加拉瓜大使館的前總統里卡多·馬丁內利。[80]
- 中国广州市南沙区沥心沙大桥被一艘集装箱船撞断，造成人员伤亡。[81]
- 美國企業直覺機器公司的著陸器「奧德修斯」在月球南極附近著陸。[82]

## 2月23日
- 德國聯邦議會投票批准娛樂大麻合法化。[83]
- 韓國執政黨國民力量為比例代表制創設的衛星政黨「國民未來」成立。[84]
- 日本社會民主黨召開大會，同意福島瑞穗再次連任黨首。[85]
- 奧地利前總理塞巴斯蒂安·庫爾茨因偽證被判刑8個月，緩刑3年。[86]
- 中国江苏省南京市雨花台区一居民楼发生火灾，15人死亡。[87]

## 2月24日
- 西非國家經濟共同體撤銷大部分針對尼日尔的制裁措施。[88]

## 2月25日
- 柬埔寨舉行2024年柬埔寨參議院議員選舉（英语：2024 Cambodian Senate election），執政黨柬埔寨人民黨大勝。[89]
- 白俄羅斯舉行2024年白俄羅斯議會選舉，白羅斯黨（英语：Belaya Rus）獲得最多議席[90]。白俄羅斯總統亞歷山大·盧卡申科在投票後宣佈參選2025年白俄羅斯總統選舉，競逐個人第七個總統任期。[91]
- 列支敦士登舉行全民公投決定是否通過選舉任命政府官員，公投結果反對票佔多數。[92]
- 法国导演玛蒂·迪欧普（英语：Mati Diop）凭借纪录片《达荷美》获得第74屆柏林影展金熊奖。[93]
- 2024年世界乒乓球团体锦标赛在韩国釜山闭幕，中国队包揽男女团体冠军。[94]
- 美國軍人亚伦·布什内尔以美國在以色列—哈馬斯戰爭持續支持以色列為由，在华盛顿特区以色列大使馆外自焚。这是有史以来美国现役军人首次自焚。[95]

## 2月26日
- 匈牙利舉行2024年匈牙利總統選舉（英语：2024 Hungarian presidential election），前憲法法院院長舒尤克·道馬什當選。[96]
- 巴勒斯坦總理穆罕默德·什塔耶宣佈已向總統馬哈茂德·阿巴斯遞交辭呈。[97]
- 圖瓦盧國會選出費萊蒂·特奧為圖瓦盧總理。[98]
- 匈牙利國會批准瑞典加入北約。[99]
- 美國共和黨全國委員會主席羅娜·麥丹尼爾（英语：Ronna McDaniel）宣佈將在3月8日辭去該職務。[100]
- 挪威邮轮“挪威之晨号”由于曝出百人集体腹泻，导致15人隔离中。毛里求斯下令禁止入港。[101]

## 2月27日
- 幾內亞臨時總統馬馬迪·敦布亞任命巴·烏里（英语：Bah Oury）為幾內亞總理。[102]
- 美國德克薩斯州爆發野火（英语：Smokehouse Creek Fire）。[103]

## 2月28日
- 乍得維安部隊攻入反對黨無國界社會黨（英语：Socialist Party without Borders）總部，黨首雅雅·傑魯（英语：Yaya Dillo Djérou）在槍戰中身亡。[104]
- 加納國會通過法案，宣傳、援助、支持LGBT運動的人士最高可判5年有期徒刑。[105]
- 美國參議院共和黨領袖米奇·麥康諾表示將在11月辭職。[106]

## 2月29日
- 韓國國會通過4月10日的大選選區劃分法案，地方選區將增加一席，比例代表將減少一席[107]。針對尹錫悅之妻金建希設立特別檢察官的法案則遭否決[108]。
- 海地總理阿里埃爾·亨利訪問肯尼亞期間，首都太子港發生針對政府部門的黑幫暴動。[109]
- 加沙卫生部表示以色列国防军攻击等待救援物资的加沙平民，造成至少112名巴勒斯坦平民死亡，280人受伤。以色列军队对此表示异议。[110]
- 玻利維亞發生大洪水，40人死亡。[111]